# Madame Roland
Jeanne-Marie „Manon“ Roland de La Platière, vagyis Madame Roland (Párizs, 1754. március 17. – Párizs, 1793. november 9.) Jean-Marie Roland de la Platière felesége.

## Élete
Phlipon aranyműves leánya, a régi kor tanulmányozása folytán a köztársasági eszmék híve volt már kora ifjúsága óta. 1780. február 4-én lett neje Jean-Marie Roland de la Platière-nak, akit később hivatalos teendőiben támogatott. Szépsége és szellemessége által a forradalmi Párizs egyik legkiválóbb alakja lett. Számos feliratnak és rendeletnek ő volt szerzője. Férje menekülése után Párizsban maradt, az elmenekült girondistákkal való levelezése miatt 1793. junius 2-án elfogták, a forradalmi törvényszék előtt önmaga védelmezte magát, a törvényszék halálra ítélte. Kivégeztetése pillanatában rendkívüli nagy lelki erőt tanúsított. Emlékiratai (Mémoires de Madame Roland) több kiadásban jelentek meg (Párizs, 1820, új kiad. Faugéretől 1864, 2 kötet és Claretie-től 1884, 2 kötet). Leveleit Dauban adta ki (Párizs, 1867, 2 kötet).